# Hungarian Helsinki Committee

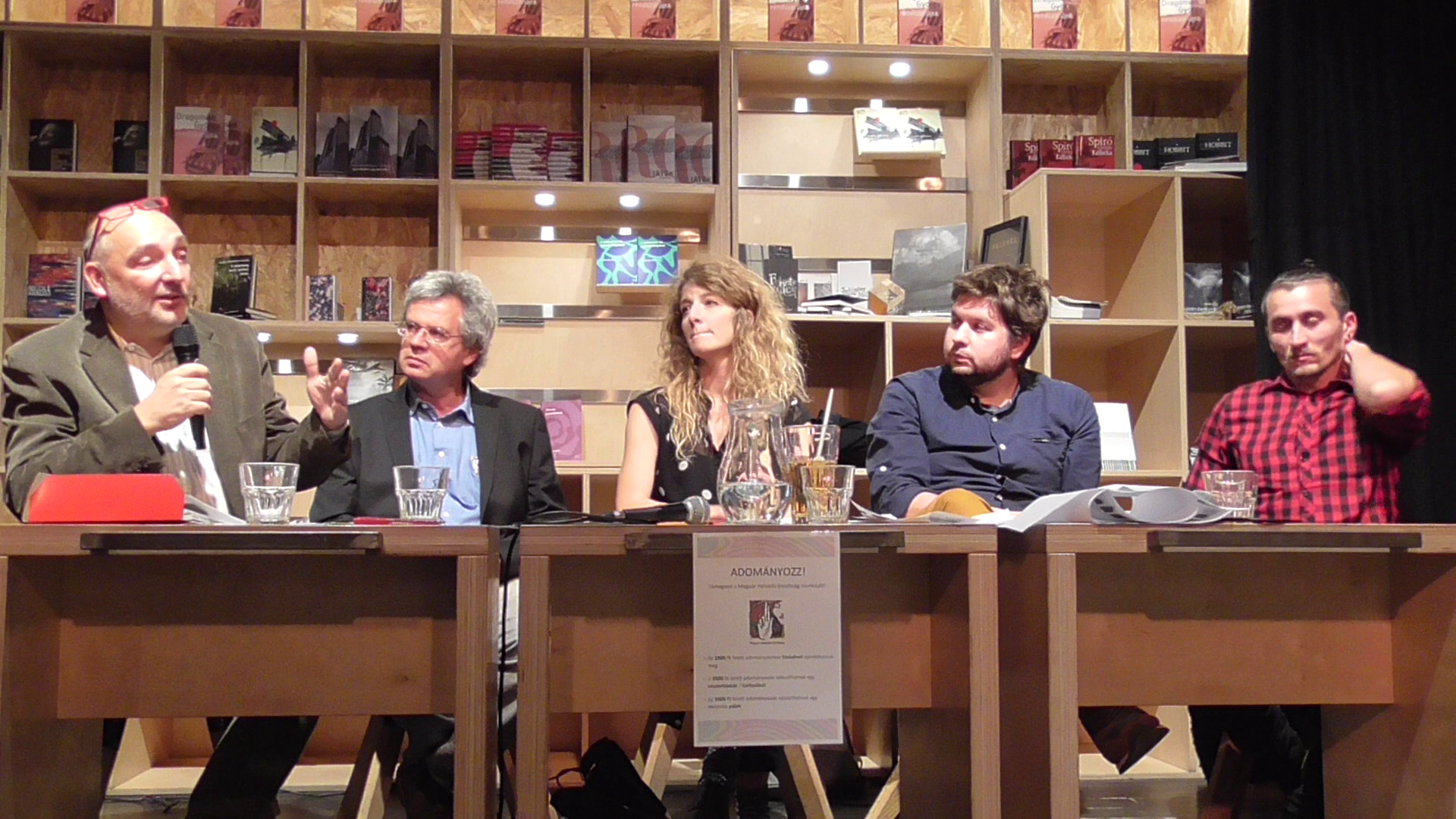
Imagem da apresentação do Comitê Húngaro de Helsinque.

O Hungarian Helsinki Commitee (HHC ) é uma organização não-governamental de direitos humanos fundada em 1989 e sediada em Budapeste, Hungria. O HHC é membro da Federação Internacional de Helsínquia para os Direitos Humanos e do Conselho Europeu sobre Refugiados e Exilados .  O HHC monitoriza o respeito pelos direitos humanos protegidos por instrumentos internacionais de direitos humanos, de forma a informar o público sobre violações dos direitos humanos e fornece às vítimas de abuso dos direitos humanos assistência jurídica gratuita. Está também ligada à OMCT e é uma organização membro do Conselho Europeu para os Refugiados e Exilados (ECRE) .
O Hungarian Helsinki Commitee também trabalha na área dos direitos dos requerentes de asilo, condição de pessoas detidas, apátridas e pessoas que residem em países estrangeiros que precisam de apoio legal.
Em 2017 a HHC recebeu o Prémio Calouste Gulbenkian – Direitos Humanos (Portugal) em reconhecimento pelo seu trabalho no apoio legal a migrantes e refugiados na Hungria.